# (65885) Lubenow
(65885) Lubenow est un astéroïde de la ceinture principale.

## Description
(65885) Lubenow est un astéroïde de la ceinture principale. Il fut découvert le 27 décembre 1997 à la station Anderson Mesa par Marc W. Buie. Il présente une orbite caractérisée par un demi-grand axe de 2,35 UA, une excentricité de 0,04 et une inclinaison de 5,8° par rapport à l'écliptique.

## Compléments